# Edwin Linkomies

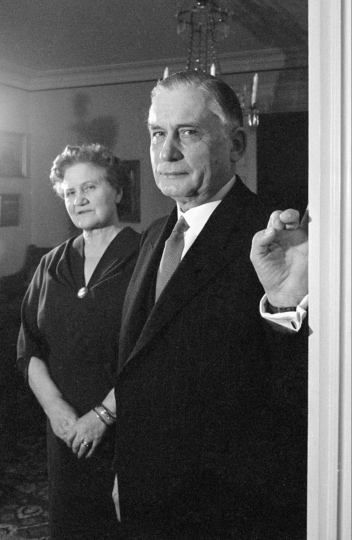
Edwin Linkomies en echtgenote Vera in 1956

Edwin Johannes Hildegard Linkomies (Viipuri, 22 december 1894 - Helsinki, 8 september 1963) was een Fins politicus, taalkundige en hoogleraar.
Hij werd geboren met de Zweedse naam Edwin Flick, maar hij verfinste die in 1928 tot Linkomies.

## Academische carrière
Linkomies was de zoon van een Finse, Zweedstalige officier, die kort na de geboorte van Edwin overleed. Hij groeide op in Raumo, Turku, in het noordwesten van Finland. In 1913 behaalde hij zijn middelbareschooldiploma en op zijn 22ste promoveerde hij in de Letterkunde. In 1923 werd hij hoogleraar Latijnse literatuur aan de Universiteit van Helsinki.
Linkomies deed als hoogleraar onderzoek aan Duitse universiteiten, zoals die in Leipzig en Halle. 
Hij was een autoritair en behoudend man. Zijn colleges waren formeel en Linkomies had altijd zijn officiële academische kleding aan. Aan het begin van een college eiste hij dat zijn studenten voor hem bogen. 
Van 1932 tot 1943 was Linkomies pro-rector (hoofd administratie) van de Universiteit van Helsinki.

## Politieke carrière
In 1933 werd Linkomies voor de conservatieve Nationale Coalitie Partij (KOK) in het Finse parlement (Eduskunta) gekozen. Linkomies liet vooral van zich spreken als tegenstander van de Zweedstalige Finnen en de restanten van hun uit de tsarentijd daterende privileges. Hij was ook een voorstander van een autoritaire staat.
Ideologisch gezien was Linkomies uiterst rechts, anti-Scandinavisch, anti-socialistisch en anti-democratisch. Hij was niet fascistisch en ondanks dat hij wetenschappelijk onderzoek had gedaan aan Duitse universiteiten, niet bijzonder pro-Duits (al prefereerde hij Duitsland wel boven de Scandinavische staten). 
Zoals veel Finnen steunde hij na de Finse nederlaag tijdens de Winteroorlog (1939-1940) de Vervolgoorlog (1941-1943). Tijdens de Vervolgoorlog probeerde Finland het tijdens de Winteroorlog verloren gegane grondgebied op de Sovjet-Unie te heroveren. Dit lukte aanvankelijk, maar na een tijd sloeg het Rode Leger terug en bleef de frontlijn tot het einde van de oorlog stabiel.
Van 1943 tot 1944 was Linkomies voorzitter van de Nationale Coalitie Partij.
Op 5 maart 1943 werd Linkomies door president Ryti aangewezen als minister-president. Linkomies kwam aan het hoofd te staan van een kabinet dat uit alle grote partijen bestond, behalve de extreemrechtse IKL (dat in het kabinet daarvoor wel was opgenomen). De grootste opdracht van het kabinet Linkomies was vrede sluiten met de Sovjet-Unie. Het kabinet werd daarom het "vredeskabinet" genoemd. Linkomies en Ryti zetten echter geen stappen in de richting van een vredesverdrag, dat kwam enerzijds omdat de regering bang was voor de aanwezige Duitse troepen in het land, maar ook omdat de regering bang was dat de Finse bevolking onvoorbereid was voor stappen in de richting van een vredesverdrag. 
Op 4 augustus 1944 koos het Finse parlement unaniem maarschalk Carl Gustaf Baron Mannerheim tot president. Mannerheim zag de noodzaak van vrede in en op 8 augustus 1944 verving hij Linkomies als premier door Antti Hackzell (KOK).

## Berechting en gevangenisstraf
Na de Vervolgoorlog werd Linkomies, samen met andere politici uit de oorlog, gearresteerd. Vervolgens werden Linkomies en zijn collega's berecht tijdens het Oorlogsverantwoordelijkheidsproces. Dit proces duurde van midden-november 1945 tot 21 februari 1946. Het proces werd de Finnen opgedrongen door de geallieerde controlecommissie die in het Hotel Torni in Helsinki was gevestigd. 
Op 21 februari 1946 kregen de verdachten hun straffen opgelegd. Linkomies werd veroordeeld tot 51/2 jaar gevangenisstraf. In 1949 kwam hij, als gevolg van een amnestieregeling, al vrij.

## Terugkeer in het academische leven
Na zijn vrijlating keerde Linkomies niet meer terug in het politieke leven, maar hij nam zijn oude beroep als academicus weer op. Van 1956 tot 1962 was hij rector van de Universiteit van Helsinki.
In de jaren vijftig bepleitte Linkomies nauwere samenwerking met de andere Scandinavische staten. Dit was een breuk met zijn vroegere opvattingen over de Scandinavische landen. Van 1962 tot zijn dood was hij titulair hoofd van de universiteit.